# Tobias Strobl
Tobias Strobl (Munich-Pasing, 12 de maio de 1990) é um futebolista profissional alemão que atua como meia.

## Carreira
Tobias Strobl começou a carreira no TSV 1860 München.